# Рижево-Конаре
Ри́жево-Кона́ре (болг. Ръжево Конаре) — село в Пловдивській області Болгарії. Входить до складу общини Калояново.

## Населення
За даними перепису населення 2011 року у селі проживали 1528 осіб.
Національний склад населення села:
| Національність   | Кількість осіб | Відсоток |
| ---------------- | -------------- | -------- |
| болгари          | 1405           | 93,4%    |
| турки            | 54             | 3,6%     |
| цигани           | 44             | 2,9%     |
| Всього відповіли | 1505           |          |

Розподіл населення за віком у 2011 році:
Динаміка населення: